# Kreis Winsen
| Basisdaten                                             | Basisdaten          |
| ------------------------------------------------------ | ------------------- |
| Preußische Provinz                                     | Hannover            |
| Regierungsbezirk                                       | Lüneburg            |
| Kreisstadt                                             | Winsen a. d. Luhe   |
| Bestandszeitraum                                       | 1885–1932           |
| Fläche                                                 | 687,54 km²          |
| Einwohner:                                             | 31.610 (1925)       |
| Bevölkerungsdichte:                                    | 46 Einw./km² (1925) |
| Gemeinden                                              | 75 (1910) 70 (1925) |
| Kfz-Kennzeichen                                        | I S                 |
| Lage des Kreises in der Provinz Hannover (1905)        |                     |
| Lage des Kreises Winsen (Luhe) in der Provinz Hannover |                     |

Der Kreis Winsen war von 1885 bis 1932 ein Landkreis in der preußischen Provinz Hannover. Sitz der Verwaltung war die Stadt Winsen a. d. Luhe.

## Geschichte
Der Kreis Winsen wurde bei der Einführung der neuen Kreisordnung für die Provinz Hannover am 1. April 1885 aus dem Amt Winsen an der Luhe sowie der selbständigen Stadt Winsen an der Luhe gebildet. Das Schloss Winsen war das Verwaltungsgebäude des Kreises. Im Zuge einer preußischen Kreisreform (aufgrund von Sparmaßnahmen infolge der Wirtschaftskrise) wurde der Kreis Winsen 1932 aufgelöst und in den Landkreis Harburg eingegliedert, wobei der Kreissitz in die kreisfreie Stadt Harburg-Wilhelmsburg verlegt wurde.

## Landräte des Kreises Winsen
- 1885–1890 Theodor Schultze, vorher seit 1867 Amtshauptmann des Amtes Winsen
- 1890–1900 Erich von Flügge
- 1900–1921 Friedrich Ecker
- 1921–1932 Horst von Windheim

## Einwohnerentwicklung

### Kreis
| Jahr      | 1890   | 1900   | 1910   | 1925   |
| --------- | ------ | ------ | ------ | ------ |
| Einwohner | 23.800 | 26.389 | 30.039 | 31.610 |

### Größte Gemeinden
Gemeinden des Kreises Winsen mit mehr als 600 Einwohnern (Stand 1. Dezember 1910):

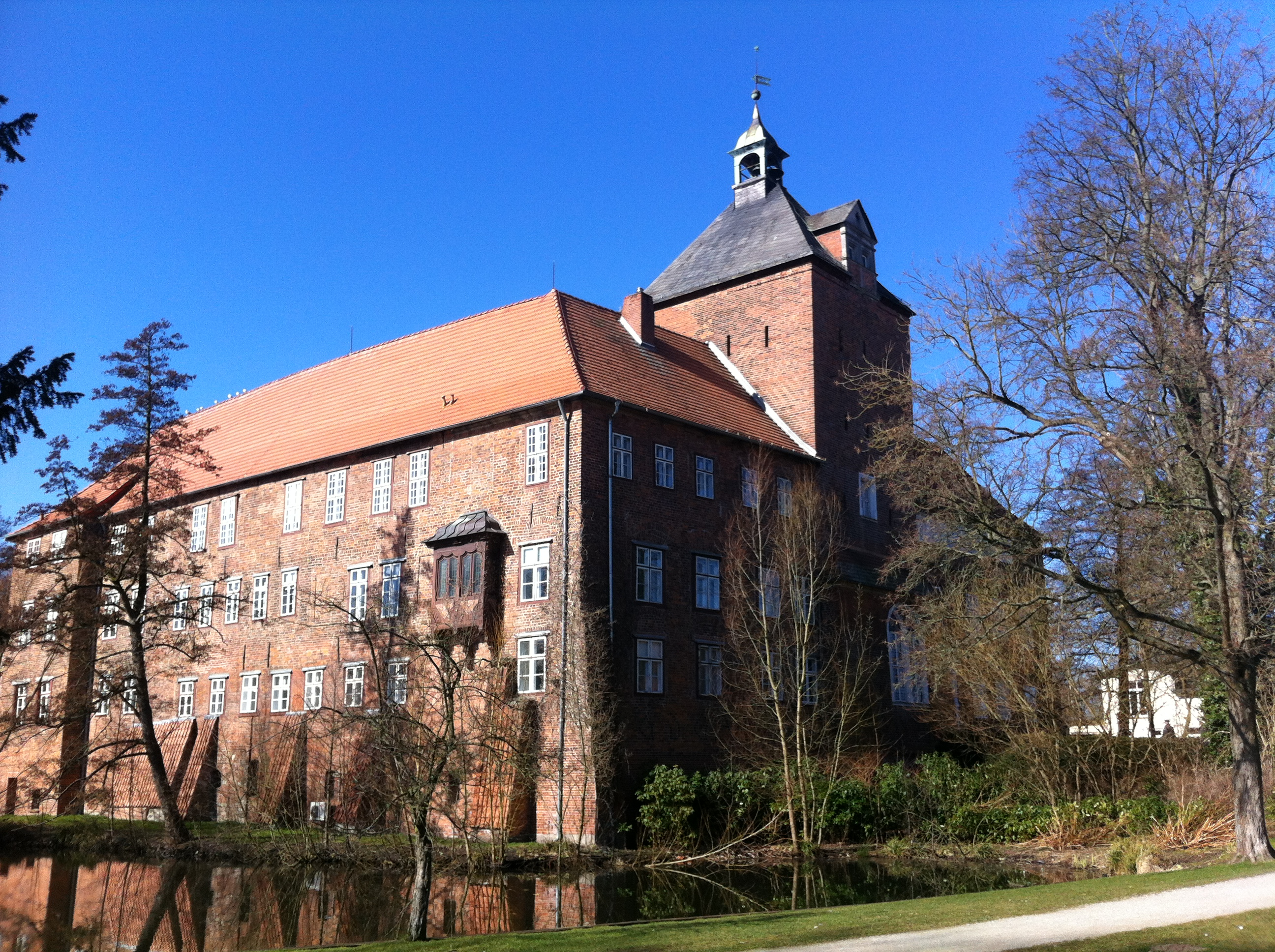
Sitz der Kreisverwaltung war das Schloss Winsen

| Gemeinde          | Ew. 1910 | Ew. 1925 |
| ----------------- | -------- | -------- |
| Borstel           | 655      | 702      |
| Brackel           | 603      | 630      |
| Handorf           | 623      | 598      |
| Hanstedt          | 616      | 722      |
| Hoopte            | 623      | 599      |
| Maschen           | 622      | 717      |
| Pattensen         | 730      | 773      |
| Ramelsloh         | 651      | 684      |
| Salzhausen        | 869      | 948      |
| Stelle            | 1495     | 1525     |
| Stöckte           | 625      | 618      |
| Winsen a. d. Luhe | 4711     | 4718     |

## Städte und Gemeinden
Die folgende Liste enthält alle Städte und Gemeinden, die dem Kreis Winsen angehörten. Die mit 1) gekennzeichneten Gemeinden wurden 1928/29 in größere Nachbargemeinden eingegliedert.
|  | Achterdeich Asendorf Ashausen Bahlburg Borstel Brackel Döhle Drage Drennhausen Egestorf Eichholz Elbstorf Evendorf Eyendorf Fahrenholz1) | Fliegenberg Garlstorf Garstedt Gehrden Gödenstorf Handorf Hanstedt Holtorf Hoopte Horst Hunden Kirchwerder Krümse1) Laßrönne Lübberstedt | Luhdorf Luhmühlen Marxen Maschen Mover1) Niedermarschacht Nindorf Oelstorf Ohlendorf Oldershausen Ollsen Pattensen Putensen Quarrendorf Radbruch | Ramelsloh Raven Rolfsen Rönne Rosenweide Rottorf Roydorf Sahrendorf Salzhausen Sangenstedt Scharmbeck Schätzendorf1) Schierhorn Schwinde Soderstorf | Stelle Stöckte Stove Tangendorf Thieshope Tönnhausen Toppenstedt Undeloh Vierhöfen Wehlen Wetzen Winsen a. d. Luhe, Stadt Wittorf Wuhlenburg1) Wulfsen |

Bis zu ihrer Auflösung in den 1920er Jahren bestanden im Kreis Winsen außerdem die Gutsbezirke Heimbuch und Radbruchs Forst sowie die Forstbezirke Buchwedel, Garlstorfer Wald, Hanstedter Berge, Spann-Grevenhoop, Toppenstedter Wald und Westerhoop-Meningerholz.